# Alëna Lutkovskaja
Alëna Vladislavovna Lutkovskaja (in russo Алёна Владиславовна Лутковская?; traslitterazione anglosassone: Alena o Alyona Lutkovskaya; Irkutsk, 15 marzo 1996) è un'astista russa.
Ha gareggiato ai Mondiali di Doha 2019 con la delegazione degli Atleti Neutrali Autorizzati.

## Palmarès
| Anno                                                | Manifestazione    | Sede       | Evento           | Risultato | Prestazione | Note                          |
| --------------------------------------------------- | ----------------- | ---------- | ---------------- | --------- | ----------- | ----------------------------- |
| In rappresentanza della Russia                      |                   |            |                  |           |             |                               |
| 2013                                                | Mondiali allievi  | Donec'k    | Salto con l'asta | Argento   | 4,15 m      |                               |
| 2013                                                | Europei juniores  | Rieti      | Salto con l'asta | Oro       | 4,30 m      | Miglior prestazione personale |
| 2014                                                | Mondiali juniores | Eugene     | Salto con l'asta | Oro       | 4,50 m      | Record dei campionati         |
| 2014                                                | Europei           | Zurigo     | Salto con l'asta | 7ª        | 4,35 m      |                               |
| 2015                                                | Europei juniores  | Eskilstuna | Salto con l'asta | Argento   | 4,20 m      |                               |
| In rappresentanza degli Atleti Neutrali Autorizzati |                   |            |                  |           |             |                               |
| 2019                                                | Mondiali          | Doha       | Salto con l'asta | 27ª (q)   | 4,35 m      |                               |